# Savignac-les-Églises (kanton)
Savignac-les-Églises är en kanton i det franska departementet Dordogne i regionen Nouvelle-Aquitaine. Kantonen bildades 1790, då Frankrikes övriga kantoner inrättades. Kantonen är en del av arrondissementet Périgueux. 
Kantonen består av 14 kommuner med sammanlagt 9 516 invånare (2010):
- Antonne-et-Trigonant
- Le Change
- Cornille, Dordogne
- Coulaures
- Cubjac
- Escoire
- Ligueux, Dordogne
- Mayac
- Négrondes
- Saint-Pantaly-d'Ans
- Saint-Vincent-sur-l'Isle
- Sarliac-sur-l'Isle
- Savignac-les-Églises
- Sorges

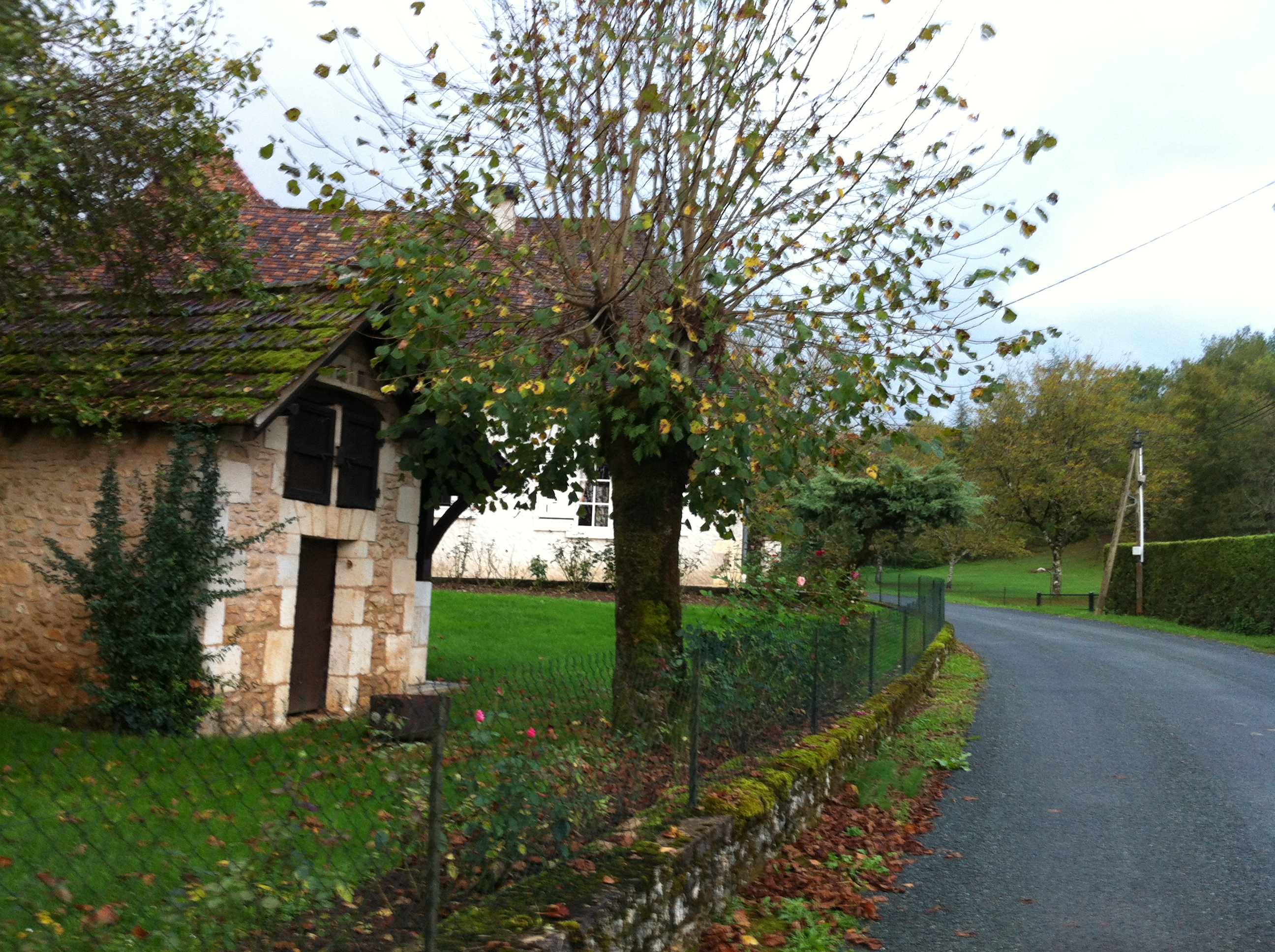
Savignac-Les-Églises i Périgord
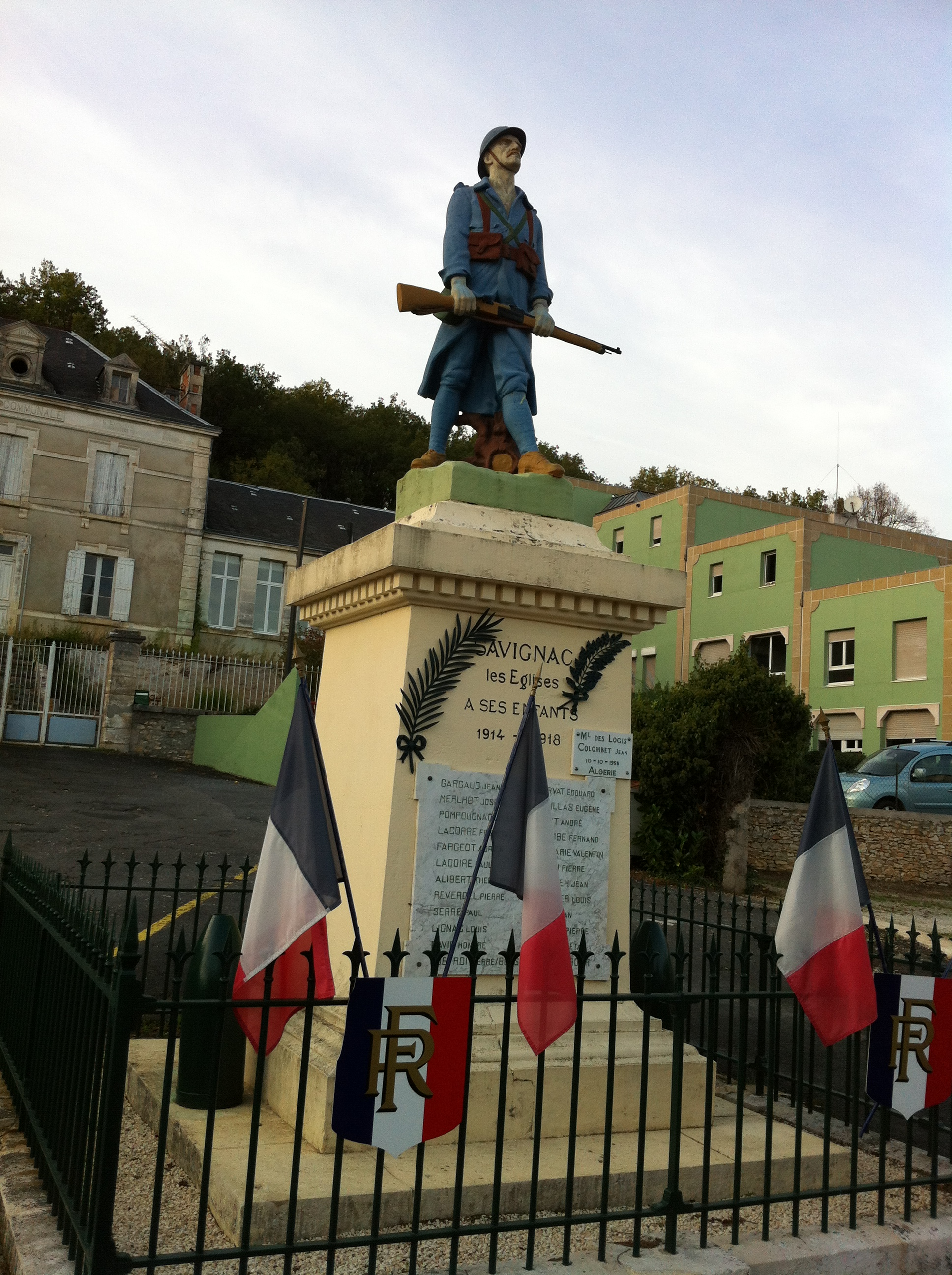
Savignac-Les-Églises
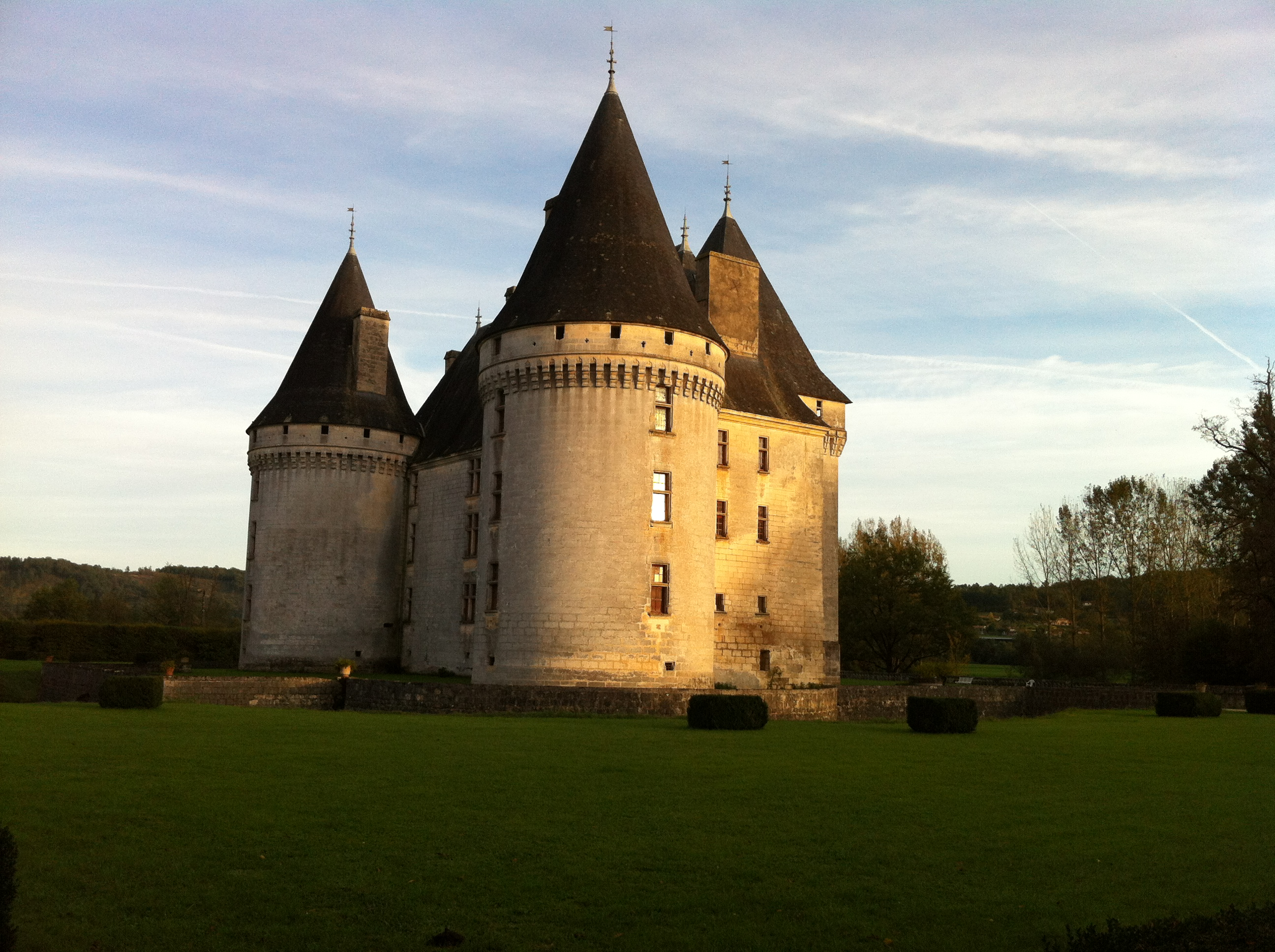
Slottet Château des Bories mellan Périgueux och Savignac-Les-Églises